# Königlich Bayerisches 2. Infanterie Regiment „Kronprinz“

Regimentswappen

Das 2. Infanterie-Regiment „Kronprinz“ war ein Verband der Bayerischen Armee, der ursprünglich 1682 unter dem Namen Degenfeld zu Fuß unter Kurfürst Max Emanuel für die Kurbayerische Armee errichtet wurde. Aus diesem entwickelte sich im 19. Jahrhundert ein Regiment der Bayerischen Armee unter dem Namen 2. Infanterie-Regiment „Kronprinz“. Es trug in seinem Wappen die Initialen des Gründers M(aximilian), E(manuel), E(lector). Während der kurpfalzbayerischen Zeit ab 1778 wurde das Regiment als 2. Linieninfanterie-Regiment „Kronprinz“ in die neu geschaffene Stammliste aufgenommen. Zur Systematik wurden nachträglich auch folgende Nummerierungen eingeführt: 1682/7, Infanterieregiment No. 2.
Im 17. und 18. Jahrhundert führten die Regimenter nur den Namen des Regimentsinhabers.

## Geschichte

### Aufstellung
Das Regiment wurde am 26. Juni 1682 als Regiment zu Fuß „Degenfeld“ urkundlich genannt und am 29. Juni 1682 aus den Stammkompanien „Matthias Renner“, „Tobias Andersi“ und „Dyonisius Wilhelm“ aufgestellt, zu denen die Stammkompanie „Johann Baptist Graf von Arco“ sowie die Kompanien „Wolf Friedrich von Reding-Biberegg“ und „Hptm. von Pfisterer“ traten. Es wurde zuerst in München und Donauwörth stationiert. Der erste Inhaber und zugleich Oberstkommandant (die Bezeichnung Kommandeur wurde erst 1872 gebräuchlich) des Regiments war Generalfeldmarschall-Lieutenant Hannibal Freiherr von Degenfeld (1647 bis 16. Oktober 1691), welcher das Regiment am 27. November 1683 an Obrist Franz Emanuel Graf della Rosa übergab. Es hatte seinerzeit eine Stärke von etwa 1.100 Mann.
Inhaber des Regiments waren neben Vertretern des bayerischen Hochadels die bayerischen Kurprinzen, später bayerischen Kronprinzen, die dem Regiment seinen Namen gaben. Von 1721 bis 1792 gab es sogar zwei Regimentsinhaber. Seit 1862 wurden auch Regimentsführer à la suite ernannt.

### Feldzüge gegen die Türken 1683/88
Im Feldzug gegen die Türken trat am 12. September 1683 das Regiment in einer Stärke von 963 Mann vor Wien an. Bis 1. Oktober sind über 200 Mann erkrankt und zwei Mann desertiert. Genaue Angaben über Gefallene und Verwundete fehlen. Das Regiment war am Gefecht bei Gran am 25. Oktober 1683 beteiligt. Während der Belagerung von Ofen vom 14. Juli bis 31. Oktober 1684 erhielt es im Mai/Juni ca. 1.000 Mann Ersatz, am Ende der Belagerung betrug die Gefechtsstärke noch dreizehn Offiziere, sechs Fähnriche, 43 Unteroffiziere und 258 Mann. Das Regiment wurde noch in 1684 in acht Kompanien zu je 125 Mann gegliedert. Bei der Eroberung der Festung Neuhäusel am 11. Juli 1685 fielen ca. 120 Mann und der Oberstkommandant Graf della Rosa wurde so schwer verwundet, dass er am 23. Juni 1685 verstarb. Ihm folgte als Inhaber und Oberstkommandant Jakob Siegmund Freiherr Gall von Gallenfels (8. August 1685). Das Regiment war bei der Erstürmung von Ofen am 2. September 1686 beteiligt und musste etwa 300 Mann Verluste durch Tod, Verwundung und Krankheit hinnehmen (Gefechtsstärke: 674 Mann), die durch 1.257 Mann Ersatz aus Straubing mehr als reichlich wieder aufgefüllt werden konnten. Während der Schlacht bei Mohacz am 12. August 1687 war das Regiment am Rande beteiligt und hatte nur geringe Ausfälle (achtzehn Gefallene, drei Verwundete und zehn Vermisste) zu verkraften. Bei der Erstürmung von Belgrad am 10. August 1688 fielen 28 Mann und 51 Mann wurden verwundet, darunter auch der Oberstkommandant Freiherr von Gallenfels. Am 31. Oktober 1688 war das Regiment auf noch 545 Mann zusammengeschmolzen.

### Rheinfeldzüge 1689/97
Das Regiment befand sich am 16. Juli 1689 vor der Festung Kehl, die vom Militärarchitekten Vauban gebaut wurde, wobei es bei unbekannten Auftrag zumindest keine Verluste verzeichnen musste. 1690 für ein Jahr auf zehn Kompanien aufgerüstet, wurde das Regiment wieder auf acht Kompanien reduziert (Gefechtsstärke am 21. Oktober 1692: 24 Offiziere, 61 Unteroffiziere und 651 Mannschaften). Es war auf die Standorte Andernach, Erpel und Deutz verteilt. Während des Erbfolgekrieges kam es zu einigen Scharmützeln mit den französischen Truppen, wo dem Regiment größere Verluste erspart blieben. Am 10. Januar 1694 wurde das Regiment in „Leibregiment des Kurprinzen Joseph Ferdinand“ umbenannt, welcher trotz seines zarten Alters von zwei Jahren zugleich Inhaber wurde, und nahm im selben Jahr die Reste der Kompanien „Grießenbeck“ und „Murach“ auf. Das Regiment wurde zudem mit neuen Fahnen ausgestattet (Weiß mit blauen Streifen, die Fahne der Leib-Kompanie war aus weißer Seide gefertigt mit dem Muttergottesbild in der Mitte). Nach dem Gefecht bei St. Leon am 10. Juli 1695 kehrte das Regiment mit 1.076 Mann nach Bayern zurück. Im selben Jahr wurde der 1. Grenadierkompanie errichtet. Am 15. Juni 1696 marschierte das Regiment in Richtung Niederlande ab und erreichte am 7. Juli Roermond. Dort empfing es 1.100 neue Gewehre und richtete sich mit 1252 Mann in Alost und Termonde ins Winterquartier ein. Am 1. Juni 1697 wurde die Kompanie „Wolf Heinrich Gemmel von Flischbach“ aufgenommen, im selben Jahr die 2. Grenadierkompanie aufgestellt und das Regiment in zwei Bataillone zu je fünf Kompanien gegliedert. Das Regiment war in diesem Jahr in Geldern, Roermond und Venlo einquartiert.
Am 5. September 1699 wurde es nach dem plötzlichen Tod des Kurprinzen Joseph Ferdinand in „Leibregiment des Kurprinzen Karl Albrecht“ umbenannt, dessen Inhaber er zugleich bis zum 28. März 1727 war. Oberstkommandant wurde am 1. Dezember 1700 Emanuel Graf von Arco.

### Spanischer Erbfolgekrieg1702/14
Juni 1702 nahm das Regiment die Freikompanien „Johann Jakob Frankenreither von Frankenegg“ und „Johann Gottlieb von Grimming“ auf und nunmehr in drei Bataillone zu je fünf Kompanien gegliedert. Im Gefecht bei Schärdenberg-Eisenbirn am 11. März 1703 kämpfte das Regiment mit geringen Verlusten und brachte 448 Gefangene ein.
Am Feldzug in Tirol nahm es in Stärke 949 Mann und 97 Pferden teil. In der Schlacht auf dem Schellenberg am 2. Juli 1704 musste das Regiment schmerzliche Verluste hinnehmen, der Oberstkommandant Graf Arco ertrank während des Gefechts und 72 Mann gerieten in Gefangenschaft. An der Schlacht bei Höchstädt am 13. August 1704 war das Regiment mit sieben Kompanien beteiligt, wo nach dieser entscheidenden Niederlage alle Fahnen in die Hände des Feindes fielen und es nur 313 Köpfe zählte. Danach wurde das Regiment bis auf Bataillonsstärke abgerüstet. Bei der Wiederherstellung des Regiments im Jahre 1705 wurde das französische Fremdenbataillon „Boismorel“ unter Oberstleutnant Francois de La Colonie als Kompanie angegliedert und wieder die Gliederung von zwei Bataillonen zu je einer Grenadierkompanie und acht Füsilierkompanien eingenommen.
Der Feldzug in den Niederlanden begann am 4. Juni 1705 im Gefecht bei Huy erfreulich für das Regiment, bei eigenen knapp dreißig Mann Verlusten brachte es 132 Offiziere und 1.300 Mann als Gefangene ein. Für die Einnahme von Lüttich stellte das Regiment am 18. Juni 1705 ein Bataillon ab. Nach dem Gefecht an der Dyle scheint das Regiment aus den Kampfhandlungen herausgezogen zu sein, da 350 Mann Stammtruppe offenbar 236 Rekruten aus Luxemburg und 296 Rekruten aus Straßburg sowie 1706 nochmals 241 Rekruten aus Straßburg ausbildete. Anfang 1706 war das Regiment auf 1.536 Mann angewachsen und wieder in drei Bataillone gegliedert. Nach der Schlacht bei Ramillies am 23. Mai 1706 desertierte eine beachtliche Anzahl von Regimentssoldaten. Es nahm an der blutigen Schlacht bei Malplaquet am 11. September 1709 teil. Am 22. Juni 1710 erfolgte eine Reduzierung des Regiments auf eine Grenadierkompanie und acht Füsilierkompanien. 1711 wurde der Franzose Francois de La Colonie zum Oberstkommandant ernannt. An den Rückeroberungen verlustiger Gebiete im Jahre 1712 war das Regiment beteiligt. Während der Belagerung von Landau vom 23. Juni bis 19. August 1713 stellte es ein Kontingent bei der Beobachtungsarmee.

### Feldzüge gegen die Türken 1717/18 und 1738/39
Das Regiment trat am 3. Juli 1717 mit 1.439 Mann zur Schlacht um Belgrad an, die mit der Eroberung der Stadt am 18. August 1717 endete. Der Verlust von ca. achtzig Mann wurde durch 495 Mann Ersatz im Mai 1718 wieder aufgefüllt.
Mit dem 6. November 1721 bekam das Regiment den ersten 2. Inhaber, Feldmarschall-Lieutenant Heinrich Vambès de Florimond, der die Ehre bis zu seinem Tode 1752 innehatte. Am 4. Juli 1722 gab das Regiment das III. Bataillon zur Aufstellung des Regiments „Seyboltstorff“ ab. Außerdem wurden aus dessen Personal das Regiment „Prinz Joseph Ludwig“ (1732) und das Kreisregiment (1734) errichtet. Am 24. September 1734 wurde das III. Bataillon zu fünf Füsilierkompanien neu aufgestellt. Nachdem 1735 das Regiment auf mehrere kleine Garnisonen in Niederbayern verteilt wurde, verlegt es im Herbst in die Winterquartiere in Donauwörth, Rain, Neuburg an der Donau und Lauingen. 1736 war das ganze Regiment in Ingolstadt stationiert.
Im Jahre 1738 stellte das Regiment das II. Bataillon (eine Grenadierkompanie, fünf Füsilierkompanien) in Stärke achtzehn Offiziere und 745 Mann ab. In der Schlacht von Grotzka am 13. Juni 1739 fielen achtzig Mann durch Tod oder Verwundung aus, bis zum April 1740 verlor es einschließlich Krankheit insgesamt 360 Mann.

### Österreichischer Erbfolgekrieg1741/45
Das Regiment nahm mit dem III. Bataillon und zwei Grenadierkompanien an der Besetzung Passaus am 31. Juli 1741 teil. Am 12. Februar 1742 wurde das Regiment in „Infanterie-Regiment Kronprinz“ umbenannt. Beim Kampf um Straubing vom 8. bis 11. April 1742 hatte das Regiment, das hierfür zwei Bataillone abgestellt hatte, ca. neunzig Tote zu beklagen. Bei den Gefechten um Cham (Oberpfalz) am 9. September 1742 hatte ein Bataillon schwere Kämpfe mit österreichischen Panduren zu bestehen. Das Regiment hatte nachher nur noch eine Gefechtsstärke von sechzehn Offizieren und 316 Mann. Während des Kampfes um Rosenheim am 27. Mai 1743 sind zwölf Mann gefallen sowie drei Offiziere und 130 Mann gerieten in Gefangenschaft. In der Schlacht bei Weißenburg (Elsass) am 5. Juli 1744 wurde der Oberstkommandant Johann Martin de La Colonie schwer verwundet und verschied kurz darauf. Sein Nachfolger Johann Albrecht von Krays wurde ebenfalls verwundet und starb daran am 6. August 1744.
Danach wurde das Regiment auf zwei Bataillone abgerüstet. Im März 1745 hatte es jedoch wieder eine Stärke von 1.316 Mann. Mit dem 20. August 1745 wurde es „Infanterie-Regiment Kurprinz“ genannt. Am 30. November 1747 nahm es drei Kompanien des wieder aufgelösten Kreisregiments auf und gliederte sich wieder in drei Bataillone. Am 28. Juli 1753 wurden zwei Grenadier- und acht Füsilierkompanien zum Regiment „Graf Holnstein“ abgegeben.

### Siebenjähriger Krieg1757/58
Das Regiment stellte das II. Bataillon mit fünf Kompanien (Gefechtsstärke: ca. 650 Mann) zum Auxiliarkorps von Generalfeldwachtmeister Johannes Claudius Graf Seyssel d'Aix ab. Im Oktober und November 1757 war es bei der Inbesitznahme von Schweidnitz am 12. November durch die österreichische Armee beteiligt. Bei Leuthen am 5. Dezember 1757 wurden die habsburgischen Kräfte und deren Verbündete durch den preußischen König Friedrich II. entscheidend geschlagen. Das Regiment verlor dabei drei Offiziere und ca. achtzig Mann durch Tod, Verwundung oder Gefangenschaft sowie sämtliche Zelte und die gesamte Bagage. In den Gefechten bei Olmütz vom 21. Mai bis 2. Juli 1758 nahm es mit neun Offizieren und 315 Mann teil, wobei es dort 119 Mann Verluste hinnehmen musste. Bevor das Bataillon am 2. August 1758 vorzeitig nach Bayern zurückbeordert wurde, hatte es noch fünfzehn Unteroffiziere an die vier verbleibenden Regimenter abzustellen.
Ab 1. Januar 1790 wurde das Regiment in „2. Grenadier-Regiment Kurprinz“ umbenannt.

### Koalitionskriege

#### Erster Koalitionskrieg1792/97
Ein Bataillon des Regiments wurde 1794 zur Verteidigung von Mannheim abkommandiert, der Rest des Regiments verblieb in München. Am 14. April 1796 wurde Johann Nepomuk Graf von Trivia für etwa drei Jahre zum Oberstkommandant des Regiments ernannt. Am 21. Februar 1799 wurde Kurprinz Ludwig Karl August, ab 1. Januar 1806 Kronprinz, zum Inhaber des Regiments ernannt. Am 31. März 1799 erhielt es die 3. Grenadierkompanie des Regiments „Graf Ysenburg“. Am 6. Juni 1799 wurde das Regiment in „Füsilier-Regiment Kurprinz“ umbenannt.

#### Zweiter Koalitionskrieg1798/1802
Am 5. Mai 1800 war das kombinierte Bataillon „Pompei“ zur Deckung des Aufmarsches der 2. Brigade unter Oberst Carl Philipp von Wrede eingesetzt. Dabei wies der Bataillonskommandant Major Vincenz von Pompei durch kluge und zweckmäßige Führung seiner Offiziere und Mannschaften alle Durchbruchversuche der Franzosen ab. Zugleich ermöglichte er durch die Standhaftigkeit seines Bataillons den geordneten Rückzug der österreichischen Kräfte über die Donau. Im Gefecht bei Memmingen am 10. Mai 1800 deckte er unerschütterlich trotz heftiger mit Geschützfeuer unterstützte französischer Angriffe den weiteren Rückzug der Österreicher. Dabei wurde Major Pompei verwundet. Nach Bericht und Vorschlag zur Beförderung zum Oberstlieutenant durch Oberst Wrede vom 17. Mai 1800 wurde er mit dem 26. Mai 1800 wegen seiner militärischen Verdienste und Tapferkeit zum Oberstlieutenant und Kommandanten des Grenadierbataillons (ehem. „Siebein“) ernannt. Für Neuburg wurde im Juni 1800 das II. Bataillon mit zwanzig Offizieren und 597 Mann dem Subsidienkorps unterstellt. Von 22. Dezember 1800 bis 1. Januar 1801 führte Oberstlieutenant Pompei drei Bataillone am rechten Flügel des von Oberst Wrede kommandierten Donau-Kordons so geschickt gegen die französischen Truppen, dass zu jener Zeit Böhmen und Österreich vom Krieg im eigenen Land verschont blieb. Für seine Leistungen im Feldzug des Jahres 1800 wurde ihm gemäß Armeebefehl vom 14. Januar 1805 das Militärische Ehrenzeichen verliehen, welches mit dem 1. März 1806 durch das Ritterkreuz des Militär-Max-Joseph-Ordens ersetzt wurde. In der Schlacht von Hohenlinden am 3. Dezember 1800 verlor das Bataillon ca. 200 Mann, welche zumeist in Gefangenschaft gerieten. Am 1. September 1800 wurde das I. Bataillon in Stärke 26 Offizieren und 850 Mann dem Auxiliar-Korps zugeteilt. Außer einigen Fahnenflüchtigen verlief der Einsatz ohne Verluste.
Mit dem 27. März 1804 wurde das Regiment in „2. Linien-Infanterie-Regiment Kurprinz“ umbenannt.

#### Dritter Koalitionskrieg1805
Zwei Bataillone wurden für den Krieg gegen Österreich 1805 der Brigade von Generalmajor Graf Minucci (1. Division Generalleutnant von Deroy) unterstellt. Am 1. November 1805 waren zwei Kompanien auf dem Strub-Pass eingesetzt.
Das I. Bataillon wurde der 2. Brigade (Generalmajor Franz Graf Minucci) der 2. Division (Generalleutnant Freiherr von Wrede) zugeordnet. Am Ende 1806 war es bei einigen Scharmützeln bei Glogau und Breslau beteiligt. Am 13. Juni 1807 wurde eine Depotkompanie zur Aufstellung des 11. Linien-Infanterie-Regiments „Kinkel“ abgeben.

#### Fünfter Koalitionskrieg1809
Im Krieg gegen Österreich 1809 war das Regiment der 1. Infanterie-Brigade (1. Division Generalleutnant von Deroy) unterstellt. Nach dem Gefecht bei Offenstetten am 20. April 1809 erbeutete es zwölf Kanonen. Am 11. August 1809 erlitt das Regiment im Gefecht bei Schönberg zwanzig Tote und Verwundete, der Obristkommandant Oberst Johann Nepomuk Graf von Spaur geriet in Gefangenschaft. Im Weiteren nahm es an den Gefechten auf dem Bergisel (13. August und 1. November 1809) teil. Am 5. Oktober 1809 besetzte das verstärkte I. Bataillon Berchtesgaden. Am 1. November 1809 erhielten die Schützen des II. Bataillons unter dem Kommando von Oberlieutenant Anton Heiligenstein von General Raglovich den Befehl, die Zillerhöfe zu nehmen, welches nach kurzem Feuergefecht gelang. Oberlieutenant Heiligenstein bemerkte auf dem rechten Zillerufer Verschanzungen der Tiroler, die bereits das Feuer auf die Zillerhöfe eröffneten. Er beschloss, diese Stellungen im Sturm zu nehmen, und rückte gegen die auf einer Anhöhe befindlichen Schanzen vor. Aus der Nähe erkannte er nun, dass er diese nicht ohne schwere eigene Verluste frontal einnehmen konnte. Er ließ ein Kleines Detachement im davor liegenden Wald zurück, das die Tiroler durch Störfeuer beschäftigen und ablenken sollte. Er selbst umging mit der Masse seiner Schützen die Stellungen der Tiroler links, griff mit heftigsten Feuer seiner neunzig Mann den Feind in seiner Flanke an und warf ca. 300 Tiroler aus ihren Verhauen und Verschanzungen. Eine zu Ambras besetzte tirolische Stellung war nun ebenfalls bedroht und musste geräumt werden. Diese Verschanzung wurde unverzüglich von bayerischen Truppen besetzt. Für seine umsichtige und kluge Disposition beim Kampf am Reiner- (auch Ziller-)Hof wurde er gemäß Armeebefehl vom 22. Oktober 1810 mit dem Ritterkreuz des Militär-Max-Joseph-Ordens ausgezeichnet. 1810 war die Garnisonsstadt des Regiments Salzburg.

#### Napoléons Russlandfeldzug1812
Am 15. Februar 1812 marschierte das Regiment (Stärke: 2.100 Mann), das der 1. Brigade unterstellt wurde, unter dem Kommando von Oberst Ferdinand von Hoffnaß von Salzburg ab und erreichte am 3. Juli den Njemen. In der Schlacht bei Polozk am 17. August 1812 verlor das Regiment 120 Gefallene und über 200 Verwundete. Der im Oktober 1812 nachgeführte Ersatz von zwei Offizieren und 36 Mann konnte die Verluste nicht ausgleichen. Die Kompanien waren keine sechzig Mann mehr stark. Während des Rückzugs wurde das Regiment noch weiter dezimiert; nach dem Gefecht bei Wileika am 4. November 1812 hatte es noch fünfzig Mann. Nun erhielt das Regiment Ersatz von vier Offizieren und 400 Mann. Im Januar 1813 wurde aus den übrig gebliebenen Truppenteilen ein Bataillon mit zwanzig Offizieren und 480 Mann gebildet, ein Bataillon mit den Resten des 6. Infanterie-Regiments zum Regiment „von Hoffnaß“ zusammengestellt. Nach der Belagerung und Beschießung von Thorn vom 20. Januar bis 18. April 1813 waren bei der Übergabe nur noch siebzehn Offiziere und 270 Mann diensttauglich. Am Ende des Feldzugs kehrten einschließlich des Ersatzes nur 250 Mann des Regiments wieder nach Salzburg zurück.

#### Befreiungskriege1813/15
Das II. Bataillon des Regiments war an der Schlacht bei Hanau am 31. Oktober 1813 beteiligt. Das I. Bataillon kämpfte am 24. Dezember 1813 bei Belfort, Nogent und Donnemarie. Bei Bar-sur-Aube am 27. Februar 1814 verlor das II. Bataillon vier Offiziere und 81 Mann. Am 16. Juli 1814 gliederte das Regiment vom großherzoglichen Würzburgischen Infanterie-Regiment dessen III. Bataillon und seine Füsilierkompanie ein. Im Jahre 1815 wurde das Regiment nicht mehr eingesetzt.

### ZwischenWiener KongressundDeutschem Krieg
Am 27. November 1815 wurden das IV. National-Feld-Bataillon Salzburg sowie das I. und III. Bataillon des Salzachkreises als IV. und V. Rahmen-Bataillon aufgenommen. Nach Umbenennung der Rahmen-Bataillone im Jahre 1817 wurden diese am 1. Juni 1822 aufgelöst. Das Regiment war zu dem Zeitpunkt in zwei Bataillone zu je einer Schützenkompanie und fünf Füsilierkompanien gegliedert. Während der Cholera-Epidemie 1830 riegelte das I. Bataillon als Kordon einen Abschnitt an der österreichischen Grenze ab. Am 28. Oktober 1835 wurde das Regiment in „Infanterie-Regiment Kronprinz“ umbenannt. Am 4. März 1848 rückte das Regiment zur Bekämpfung Aufständischer aus, nachdem in das Zeughaus eingebrochen wurde. Am 21. April 1848 wurde das III. Bataillon wieder aufgestellt, das II. Bataillon war zur Besetzung des schwäbischen Kreises, danach bis Ende Juli 1848 in Baden abkommandiert. Ab 26. April 1848 erhielt das Regiment seine endgültige Bezeichnung 2. Infanterie-Regiment „Kronprinz“. Nach Auflösung und Wiederaufstellung der 5., 10. und 15. Füsilierkompanie und der 3. Schützenkompanie wurden am 24. Mai 1863 die 5., 10. und 15. Füsilierkompanie in Schützenkompanien umgewandelt. Einzelne Bataillone wurden immer wieder aus der Stammgarnisonsstadt München ausgelagert, besonders die Garnisonen Ingolstadt, Germersheim, Landau in der Pfalz, Fürstenfeldbruck und für eine Kompanie Laufen.

### Krieg gegen Preußen1866
Das Regiment wurde im Deutschen Krieg nicht geschlossen eingesetzt, am 18. Juni 1866 wurde das I. Bataillon der 1. Brigade, das II. und III. Bataillon der 2. Brigade unterstellt. In dem Gefecht bei Nüdlingen am 10. Juli musste das Regiment sechs Gefallene, 65 Verwundete und zwei Vermisste hinnehmen. Das in den Gefechten bei Helmstadt eingesetzte I. Bataillon und das in den Gefechten bei Üttingen eingesetzte II. und III. Bataillon konnten sich mit nur zwei Gefallenen aus der Affäre ziehen. Das für die Feste Marienberg aufgestellte IV. Bataillon verlor trotz Beschuss durch preußische Artillerie am 25. Juli keinen Mann und wurde anschließend aufgelöst.
Im Mai und Juli 1868 gab das Regiment Personal und die 6. Schützenkompanie zum 7. und 9. Jäger-Bataillon ab. Am 10. Januar 1869 wurde Friedrich Freiherr von und zu der Tann zum Oberstkommandant ernannt.

### Deutsch-Französischer Krieg1870/71
Das Regiment trat unter der 2. Brigade (Generalmajor von Orff) in einer Stärke von 65 Offizieren sowie 1.800 Unteroffiziere und Mannschaften an. Es hatte seine Feuertaufe in der Schlacht bei Wörth am 6. August 1870 mit 45 Gefallenen und 201 Verwundeten. Während das bei Beaumont (30. August 1870) fechtende I. und III. Bataillon ohne Blessuren davonkam, erlitt das II. Bataillon bei Remilly am 31. August 1870 geringe Verluste (neun Gefallene, fünfzehn Verwundete/Vermisste). Am 1. September 1870 musste das Regiment bei der Schlacht bei Sedan einen hohen Blutzoll bei den Offizieren (neun Gefallene, fünfzehn Verwundete, sieben Gefangene) verrichten, so dass die 2., 3., 6. und 8. Kompanie von Feldwebeln geführt wurden. Nach der Schlacht brachte das Regiment vierzehn französische Offiziere und mehrere hundert Mann als Gefangene nach hinten. Nach der Besetzung von Artenay am 10. Oktober 1870 wurden vom Regiment drei französische Offiziere und 400 Mann gefangen genommen, aber die harten Kampftage machten sich allmählich bemerkbar. Das II. Bataillon war schwer angeschlagen, so hatte die 6. Kompanie nur noch acht Unteroffiziere und 42 Mann. 300 Mann Ersatz und zwei Züge der Ersatzkompanie wurden unverzüglich aufgeteilt. Das I. und III. Bataillon nahm an der Belagerung von Paris (29. September bis 24. November 1870) ohne nennenswerte Verluste teil. Das II. Bataillon musste bei der Schlacht bei Coulmiers am 9. November 1870 über neunzig Mann an Gefallenen, Verwundeten und Gefangenen verkraften. Ende November 1870 hatte das Regiment eine Stärke von 47 Offizieren und 1.600 Mann. Beim Rückzug aus Villepion am 1. Dezember 1870 musste es den Verlust von 200 Mann einstecken. In der darauf folgenden Schlacht bei Loigny und Poupry (2. Dezember 1870) nahm das Regiment 200 Franzosen gefangen, musste jedoch nochmals 200 Mann Verluste hinnehmen. In der Schlacht von Orléans war das ausgeblutete Regiment (Bataillone nur noch in Stärke von zwei Kompanien) als Flankensicherung eingesetzt. Während der Gefechte bei Beaugency-Cravant von 8. bis 10. Dezember 1870 fielen wieder 240 Mann aus, darunter Oberst von und zu der Tann durch Verwundung. Das Regiment wurde in vier Kompanien eingeteilt, die von Feldwebeln geführt wurden. Ende Dezember 1870 sind von den anfänglich 65 Offizieren noch neun Offiziere im Dienst. Ab 27. Dezember 1870 nahmen die Reste des Regiments vor Paris Aufstellung. Das Regiment hatte durch Ersatz, den es Monate vorher dringend benötigt hätte, eine Stärke von 2.000 Mann, die jedoch zu keinen nennenswerten Gefechtshandlungen mehr gebraucht wurden. Am 26. Mai 1871 wurde das Regiment abgelöst und in Richtung Heimat im Marsch gesetzt. Am 16. Juli 1871 erreichte es München.

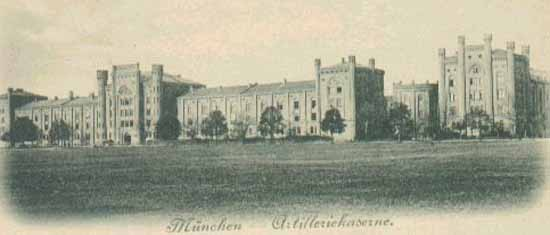
Max-II-Kaserne (1890)

Am 1. April 1893 wurde das IV. Halbbataillon mit der 13. und 14. Kompanie errichtet. Das Regiment war in diesem Jahr geschlossen in München stationiert. 1895 wurde das III. Bataillon für ein Jahr nach Landsberg verlegt. Das IV. Bataillon verblieb in Landsberg, bis 1897 die 13. und 14. als 9. und 10. Kompanie zum 20. Infanterie-Regiment versetzt wurde. Von da an blieb die Garnisonsstadt des Regiments München, seine Kaserne das Barackenkasernement Oberwiesenfeld. Von 1. November 1899 bis 10. Oktober 1900 war Kronprinz Rupprecht von Bayern Kommandeur des Regiments, 1912 war er Regimentsführer à la suite. Zum 1. Oktober 1911 erhielt das Regiment eine MG-Kompanie. Am 12. September 1912 übernahm Prinz Franz von Bayern das Kommando über das Regiment. Der letzte Inhaber des Regiments war vom 5. November 1913 bis zur Auflösung des Regiments Kronprinz Rupprecht von Bayern.

### Erster Weltkrieg

#### 1914
Das Regiment trat am 2. August 1914 in einer Gefechtsstärke von 65 Offizieren, sechs Ärzten, drei Zahlmeistern, 3.200 Unteroffizieren und Mannschaften sowie 230 Pferden unter dem Kommando der 2. Infanterie-Brigade an. Die Einheit war Teil der 6. Armee unter Kronprinz Rupprecht von Bayern. Im August 1914 wurde das Ersatzbataillon aufgestellt. Das Regiment stieß in den ersten Augusttagen 1914 von Saarburg bis nach Cirey-sur-Vezouze vor. Am 16. August 1914 wurde es östlich Saarburg zurückverlegt. Am 20. August 1914 ging das Regiment zum Angriff über und erreichte St. Georg. Am darauf folgenden Tag trat es zur Verfolgung der französischen Kräfte an und stieß bis 24. August in die Gegend bei Baccarat vor, wo die französischen Gegenangriffe den Vormarsch des Regiments zum Stillstand brachten. Am 5. September 1914 aus der Front herausgelöst, verlegte es per Eisenbahntransport nach Namur und marschierte bis 23. September 1914 gegen französische Kavallerieverbände kämpfend nach Péronne. Am 24. September 1914 überschritt es die Somme und stieß bis Lihons vor, wurde jedoch von überlegenen französischen Kräften zurückgeschlagen. Am 26. September 1914 übernahm Oberst Otto Staubwasser das Kommando über das Regiment.

#### 1915
Am 19. Mai 1915 gab das Regiment die 13. und 14. Kompanie an das neu aufgestellte 24. Infanterie-Regiment ab. In der Herbstschlacht bei La Bassée und Arras gelang es dem Regiment am 11. Oktober 1915, die eigenen Stellungen zwischen Givenchy und Thélus gegen überlegene Teile des III. und XII. französischen Armeekorps zu halten.

#### 1916
Ende September wurde für das II. und III. Bataillon je eine MG-Kompanie aufgestellt. Während der Schlacht um Verdun 1916 wurde bereits im März die 6. Kompanie vollständig aufgerieben, binnen vier Wochen musste es den Verlust von fünfzig Offizieren und 1.500 Mann verkraften. Während der Schlacht an der Somme bewährte sich das Regiment im Oktober 1916 bei den Kämpfen um und in Sailly-Saillisel.

#### 1917
Mit dem 16. Januar 1917 das I. Ersatz-Bataillon an das 30. Infanterie-Regiment abgegeben. Am 14. Juni 1917 wurde bei einer Munitionsexplosion fast der ganze Stab des I. Bataillons getötet. Das Regiment war kurz darauf so mitgenommen, dass es vom 22. Juni bis 24. Juli 1917 bei Charleville in seine erste und einzige Ruhestellung abziehen durfte.

#### 1918
Im September 1918 wurden noch eine Minenwerferkompanie und Nachrichtenzüge für das Regiment und die Bataillone etatisiert, aber nicht mehr voll aufgestellt. Während der Michael-Schlacht im März/April 1918 nahm das Regiment einen französischen Oberst, weitere vier Offiziere und über 1000 Mann gefangen und erbeutete viele Geschütze sowie Maschinengewehre. Die eigenen Verluste beliefen sich auf 97 Gefallene, 437 Verwundete, darunter den Kommandeur, und 56 Vermisste. Am 24. März 1918 wurde Major Graf von Castell zum Kommandeur ernannt. Eine andere Quelle nennt Major Utz (15. April 1918) als Nachfolger von Oberst Staubwasser. Im Spätsommer 1918 nahm das Regiment an den Abwehrkämpfen zwischen Oise und Aisne teil. Am 20. August 1918 war das Regiment dezimiert, allein vom I. Bataillon waren nur noch vierzig Mann am Leben, die übrigen gefallen, verwundet oder in Gefangenschaft. Am 25. September 1918 wurde Oberstleutnant Karl Bucher zum letzten Kommandeur ernannt. Das Regiment stand am Ende des Krieges in der Champagne.
Die Gesamtverluste des Regiments betrugen während des Ersten Weltkriegs:
- Tote: 64 Offiziere, ein Arzt, 246 Unteroffiziere und 2701 Mannschaften
- Vermisste: 17 Unteroffiziere und 250 Mannschaften
- Kriegsgefangene: zwölf Offiziere, ein Arzt, 82 Unteroffiziere und 427 Mannschaften

Ritterkreuzträger des Militär-Max-Joseph-Ordens des Regiments von 1914 bis 1918
- 10. März 1916: Leutnant Otto Rompf († 20. Mai 1917)
- 9. Oktober 1918: Major Hermann Gierl

### Verbleib

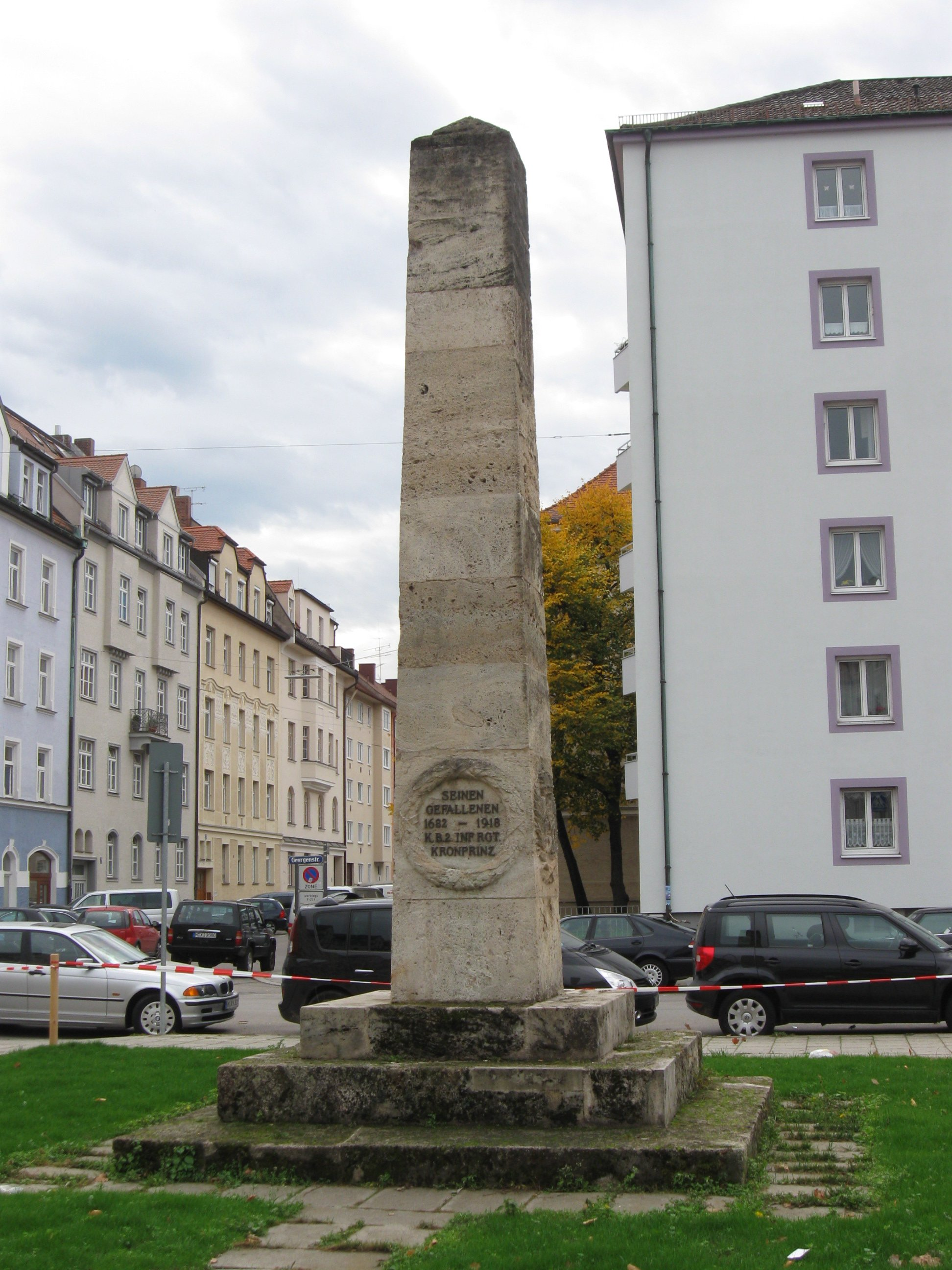
Obelisk

Nach dem Waffenstillstand von Compiègne marschierten die Reste des Regiments nach München zurück, wo vom 13. bis 28. Dezember 1918 die Demobilisierung und anschließende Auflösung erfolgte.
Die Tradition übernahmen in der Reichswehr die 4., 15. und 16. Kompanie des 19. (Bayerisches) Infanterie-Regiments in München und Landshut.
Zum 250-jährigen Gründungsjubiläum wurde 1932 unter dem Protektorat des letzten Regimentsinhabers Rupprecht von Bayern die Jubiläums-Medaille des 2. Königlich Bayerischen Infanterie Regiments „Kronprinz“ gestiftet und verliehen.